# Матриархат
Матриархатът е обществена система, при която жените и по-специално майките имат централна роля като политическо лидерство, морален авторитет и контрол над собствеността. Понякога се срещат термините гинархия, гинокрация или гинекокрация, а също така гиноцентрично общество.
Повечето антрополози и историци смятат, че матриархатът предхожда установилия се по-късно патриархат и множество древни общества в Европа, Америка, Азия и Африка са били поначало матриархални. Като основни доказателства се сочат големият авторитет и водещата роля на женските божества, изобразявани като могъщи и всесилни. Сред най-популярните примери е 
минойската култура, най-древната цивилизация в Европа, където известните като "богини със змиите" божества са всевластни владетелки на природата и хората. 
Друг известен пример е цивилизацията на етруските, където археологическите проучвания на градове като Тарквиния, Вулчи, Капуа и др. демонстрират наличието на силна женска власт в периода до IV в. пр.н.е. Дори в по-късни времена, когато преобладаващо патриархалната култура на Рим взема превес, етруските все още се славят като общество със значително полово равноправие. . За матриархално управление се вярва, че е съществувало и сред ранните траки и предтракийското население на Балканите, доказателство за което е абсолютната власт на Богинята - майка, наричана още Бендида. По-късно тракийските общества преминават от матриархално към патриархално управление, въпреки че почитта към върховното женско божество остава доминираща сред траките дори в римската епоха. 
По-консервативното направление сред антрополозите са на мнение, че в историческите времена няма общества, които да са напълно и недвусмислено матриархални като възможно изключение са Ирокезите, в чието общество майките играят централна морална и политическа роля. Освен това съществуват матрилинеарни, матрилокални и авункулатни общества особено сред туземните народи на двете Америки, Азия и Африка. Стриктно матрилокалните общества, понякога са наричани още матрифокални и има известен спор относно терминологичното разграничаване между матрифокалност и матриархат. Дори патриархални системи с превес на мъжете като доминиращ пол могат в някои случаи да се окажат под властта на кралица.